# Bibliothèque cantonale de Saint-Gall
 (avril 2022).
Si vous disposez d'ouvrages ou d'articles de référence ou si vous connaissez des sites web de qualité traitant du thème abordé ici, merci de compléter l'article en donnant les références utiles à sa vérifiabilité et en les liant à la section « Notes et références ».
La Bibliothèque cantonale de Saint-Gall est la plus grande bibliothèque de la Suisse orientale. Elle contient environ 800 000 média. En tant que centre de rassemblement des écrits saint-gallois, elle est la mémoire culturelle et sociale du canton et fournit à la population au-delà de la littérature et des médias de tous les domaines. Elle encourage la collaboration entre les bibliothèques avec la direction du Réseau bibliothéconomique saint-gallois. En outre, elle s’engage dans la formation de bibliothèques et conseille les bibliothèques scolaires et communales. 

## Historique
La Vadiana est une importante bibliothèque historique suisse. Le nom provient de l’humaniste Vadian (1484-1551) qui était également maire et réformateur. En 1551, il a légué sa collection privée à la ville. Ceci a été le début de la Bibliothèque municipale Vadiana qui était la contrepartie municipale-réformée de la fameuse bibliothèque catholique du couvent de Saint-Gall. Aux XIXe et XXe siècles, la commune bourgeoisiale de Saint-Gall a forcé la Vadiana en tant que bibliothèque de formation et d’études jusqu’à ce que celle-ci arrive à ses limites. En 1979, les Saint-Gallois ont décidé par une votation populaire de la confier au canton. Toutefois, le fonds historique principal, la collection vadianoise, restait la propriété de la commune bourgeoisiale. La Bibliothèque cantonale possède en outre du legs de Vadian aussi une collection précieuse de manuscrits et d’autres fonds remontant jusqu’en 1798.

## Fonds
La collection vadianoise est particulièrement notable en tant qu’héritage historique de la commune bourgeoisiale de Saint-Gall. La bibliothèque et le legs manuscrits de Vadian, de son nom civil Joachim de Watt, forment le point central. Cette collection a été complétée successivement et se compose aujourd’hui d'environ cent manuscrits médiévaux. Les manuscrits illuminés du bas Moyen Âge dépassent l’intérêt régional ; y compris la chronique mondiale de Rudolf d’Ems, des manuscrits humanistes du XVe siècle d’Italie, des manuscrits alchimiques des XVe et XVIe siècles ainsi que la collection autographe de Robert Alther contenant environ 16 000 documents. La collection vadianoise appartient à la commune bourgeoisiale et est en dépôt permanent à la bibliothèque cantonale.

## Utilisation et catalogue
Le Réseau bibliothéconomique de Saint-Gall se compose d’environ 40 bibliothèques et est dirigé par la Bibliothèque cantonale. Entre autres, la bibliothèque du couvent, la bibliothèque textile ainsi que celle de la Haute école technique de Rapperswil et les bibliothèques médicales des hôpitaux en font partie. La base de données commune contenant environ 490 000 média, est également un partenaire du Réseau d’information de la Suisse alémanique IDS (en allemand : Informationsverbund Deutschschweiz).